# Pseudo-Alexios II. (Phrygien)
Pseudo-Alexios II. Komnenos (mittelgriechisch Ψευδο-Ἀλέξιος Βʹ Κομνηνός, genannt Kausalones, „Felderverbrenner“; † wahrscheinlich 1191 bei Chonai) war der bekannteste von mehreren byzantinischen Thronprätendenten, die in der ersten Regierungszeit von Kaiser Isaak II. Angelos (1185–1195) auftraten und von sich behaupteten, der Kaiser Alexios II. zu sein, der 1183 ermordet worden war.

## Leben
Pseudo-Alexios II. war ein junger Mann aus Konstantinopel, dessen Ähnlichkeit mit Alexios II. und dessen Vater Manuel I. viele von der Rechtmäßigkeit seiner Ansprüche überzeugte. Dazu gehörte auch der Sultan der Rum-Seldschuken, Kılıç Arslan II., den der Prätendent mit der Bitte um Truppenhilfe in Ikonion aufsuchte. Allerdings weigerte sich der Sultan, den Friedensvertrag mit Isaak II. zu brechen, um die von Byzanz entrichteten Tributzahlungen nicht zu riskieren. 
Der Usurpator sammelte in Phrygien ein 8000 Mann starkes Heer, das marodierend durch das Mäandertal zog. Mehrere Städte wurden geplündert, darunter auch die wohlhabende Stadt Chonai. Isaak II. entsandte seinen Bruder, den Sebastokrator Alexios, um dem Prätendenten Einhalt zu gebieten, aber die kaiserlichen Truppen erzielten wenig Erfolg.
Der Aufstieg des falschen Alexios fand ein jähes Ende, als ihn ein Priester aus Wut über die Verwüstung der reichsten Städte Kleinasiens und die dort durch die islamischen Türken verübten Kirchenschändungen in der Festung Pissa bei Chonai ermordete. Der Attentäter überbrachte den Kopf des Prätendenten an den Sebastokrator Alexios. Dieser soll derart verblüfft über die Ähnlichkeit der Gesichtszüge mit jenen Manuels I. gewesen sein, dass er die Anhänger des falschen Alexios von jeglicher Schuld freisprach.
Nach dem Tod des Pseudo-Alexios II. traten in Kleinasien noch weitere Prätendenten unter dieser Identität auf. 